# شیکینا گونزاگا
شیکینا گونزاگا (پرتغالی: Chiquinha Gonzaga؛ ‏ تلفظ پرتغالی:[ʃiˈkiɲɐ ɡõˈzaɡɐ]؛ ‏ ۱۷ اکتبر ۱۸۴۷ – ۲۸ فوریهٔ ۱۹۳۵) آهنگساز، نوازنده پیانو و نخستین رهبر ارکستر زن در برزیل بود.
او یکی از چهره‌های برجسته و مشهور موسیقی برزیل محسوب می‌شود و از سال ۲۰۱۲ میلادی، زادروز او در برزیل تحت عنوان «روز ملی موسیقی پاپ برزیل» جشن گرفته می‌شود.